# Plewnik Pierwszy
Plewnik Pierwszy – wieś w Polsce, w województwie łódzkim, w powiecie poddębickim, w gminie Wartkowice. Miejscowość wchodzi w skład sołectwa Nowa Wieś.
Do 2023 miejscowość była częścią wsi Nowa Wieś.
W latach 1975–1998 miejscowość należała administracyjnie do województwa sieradzkiego.